# Personalització de continguts
La personalització de continguts és una tècnica que tracta d'eliminar la sobrecàrrega d'informació o infoxicació, mitjançant l'adaptació dels continguts per a cada tipus d'usuari. Entenem com a usuari qualsevol individu, grups d'individus o institucions (home, dona, empresa...).
Abans de l'arribada d'Internet un consumidor podia tenir accés a una sèrie limitada d'informació. La publicitat es convertia així en l'única forma de conèixer el producte. Quan anaves a comprar discs o pel·lícules només tenies a la teva disposició les que trobaves a la botiga de discs o videoclub. D'aquesta falta d'informació s'ha passat a la saturació. El problema ara està a separar el que ens interessa del tipus d'informació que no desitgem.

## On s'utilitza
La personalització de continguts la trobem dins l'àmbit tecnològic, màrqueting, publicitat i la comunicació audiovisual en general. Està molt extensa en el món d'Internet, pàgines web i cercadors.

## Funcionament
La personalització de continguts es basa en tres procediments bàsics que són: Creació d'un model d'usuari, la selecció de continguts a partir del modelat d'usuari i finalment, la presentació de continguts.

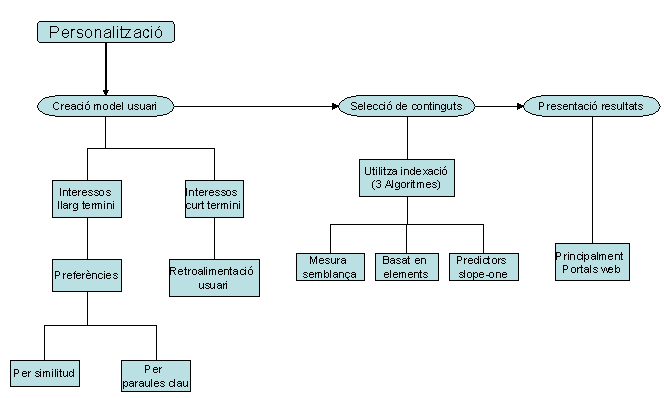
Procediments bàsics de la personalització de continguts audiovisuals

### Adaptació del model d'usuari
Per tal de poder adaptar el contingut a l'usuari fa falta, primer de tot, identificar-lo per poder diferenciar-lo de la resta i mostrar-li aquella informació que ell desitja o que és interessant per a ell. Un usuari es pot identificar d'una forma directa o indirecta.

#### Preferències de l'usuari
Per tal de poder adaptar el contingut a un usuari fa falta conèixer les seves preferències. Aquestes poden ser introduïdes prèviament pel mateix usuari o extretes per similitud.
El model d'usuari es basa a representar els interessos dels usuaris mitjançant diversos punts de vista. Els interessos de l'usuari els podem dividir en dos tipus: interessos a llarg termini i a curt termini.

#### Interessos a llarg termini
Els interessos a llarg termini són constants amb el temps i l'usuari és l'encarregat de definir-los en el moment de registre al sistema de personalització de continguts.

##### Per similitud
En aquest cas l'usuari no informa de quines són les seves preferències sinó que el sistema les extreu per similitud entre usuaris, és el que es coneix com a Filtres col·laboratius. Dos usuaris amb característiques i perfils similars probablement coincidiran en moltes de les seves preferències. Per exemple, hi ha pàgines web que creuen informació dels diferents usuaris i del contingut que miren, i els proposen contingut en funció de les coincidències amb altres usuaris (aquest sistema és molt utilitzat a internet per recomanar música, llibres, pel·lícules, jocs...).

##### Paraules clau
Sistema bàsic de referència on l'usuari pot escollir els seus gustos i assignar-los directament al sistema d'adaptació de continguts amb la possibilitat de donar-li diferents pesos a cadascun.

#### Interessos a curt termini
Els interessos a curt termini són aquells que es van readaptant amb el temps. Aquesta readaptació l'efectua el mateix usuari sobre els mateixos continguts que va rebent. Podem dir que els seus interessos s'acomoden a la pròpia experiència de l'usuari mitjançant votació de continguts. L'usuari pot reaccionar amb interès, indiferència o no interès als continguts.
D'aquesta interacció s'extreuen pesos que constantment van retroalimentant el model d'usuari. El que avui agrada demà pot quedar en l'oblit.

### Informació descriptiva del contingut
Un cop l'usuari està identificat i es saben les seves preferències a curt i llarg termini és necessària una descripció del contingut per tal de poder diferenciar aquell contingut que compleix els requisits demanats o no.
Moltes companyies, mitjançant Api's, serveis web i estàndards de codi obert donen accessibilitat a la seva informació i continguts. La descripció de continguts és possible gràcies a la indexació de continguts i les metadades d'aquests. Un cop s'ha fet la recopilació de metadades, aquestes es processen com si es tractés d'una anàlisi estadística predictiva o anàlisi multivariant. Existeixen diferents tipus d'algoritmes per a la personalització de continguts.

#### Indexació
La indexació és el procediment pel qual es descriu la informació i el tipus de contingut que conté qualsevol arxiu digital o producte físic. Es basa en l'ús d'etiquetes descriptives (metadades), les quals permeten cerques de material de forma ràpida i eficaç.

#### Algoritmes
1. Mesura de semblança de tots els usuaris amb l'usuari actual. Es realitza mitjançant Filtres col·laboratius, basats en veïns propers, i els interessos de l'usuari. Per realitzar aquest procés es fa ús de diferents algoritmes com per exemple la selecció de veïns i recomanació.
2. Algoritmes basats en elements. En comptes d'utilitzar similituds entre usuaris es busquen coincidències properes entre elements. Els algoritmes més emprats són Coeficient de correlació de Pearson, Similituds Basades en Cosinus, Similituds basades en correlació estadística,etc.
3. Predictors “Slope-One”. A l'hora de realitzar el càlcul de la predicció per un usuari es té en compte tant la informació dels usuaris que tenen en comú la votació d'algun element com la informació de la resta d'elements votats.

### Presentació de resultats
Els resultats es poden presentar de forma molt diversa depenent de la informació que cerquem. Podem trobar des de direccionaments a blogs, fòrums, galeries d'imatges, Youtube, Viquipedia, entorns educatius, portals web, etc. Els resultats són representats per al sistema que el recomanador de continguts ha estat implementat. Normalment s'utilitzen portals web

## Implementació i futur
Actualment la personalització és una pràctica molt utilitzada i estesa i cada cop més present, ja que s'implementa en gairebé tots els sistemes o espais on hi ha continguts.
Amb l'arribada de la TDT i dels centres multimèdia (més conegut pel seu nom en anglès: media-center) és molt útil poder accedir als continguts audiovisuals que un desitja i una de les funcionalitats que permeten molts dels dispositius és la gravació de programes o cerques de vídeo i és aquí on es fa present la personalització per tal de, per exemple, poder gravar aquells programes que compleixin les nostres preferències d'una manera automàtica.
La personalització, però, va molt més enllà, ja que en un futur i gràcies als continguts intel·ligents serà possible no només decidir quin contingut es vol veure, sinó també personalitzar la informació que hi ha dins del mateix contingut.

## Avantatges de la personalització de continguts
- Estalvi de temps 

- Estalvi econòmic 

- Opció de compartir multitud de continguts variats e interactius: en el cas del web, mitjançant els widgets 

- Permet el treball col·laboratiu i cooperatiu 

- Consultar els nostres recursos personalitzats des de qualsevol dispositiu amb connexió a internet

## Inconvenients de la personalització de continguts
- Preferència de la privacitat/anonimat a la web: el tenir un perfil amb molts detalls sobre l'usuari pot convertir-se en un problema segons la informació que expliqui
- Falta de rellevància: hi ha informació que pot no interessar-nos, ja que no s'adapti a les nostres preferències
- Falta de credibilitat: al gestionar continguts web personalitzats pot haver informació poc contrastada, molt subjectiva o poc creïble
- Falta de contacte: a causa de la infoxicació i/o actualització constant d'informació podem perdre continguts rellevants